# (129) Antígona
(129) Antígona es un asteroide perteneciente al cinturón de asteroides descubierto por Christian Heinrich Friedrich Peters desde el observatorio Litchfield de Clinton, Estados Unidos, el 5 de febrero de 1873.
Está nombrado por Antígona, un personaje de la mitología griega.

## Características orbitales
Antígona está situado a una distancia media de 2,869 ua del Sol, pudiendo alejarse hasta 3,475 ua. Tiene una inclinación orbital de 12,26° y una excentricidad de 0,2111. Emplea 1775 días en completar una órbita alrededor del Sol.